# Carlo Dell'Aringa
Carlo Dell'Aringa (Sermide, 23 novembre 1940 – Corsica, 18 settembre 2018) è stato un economista e politico italiano, sottosegretario di Stato al Ministero del lavoro e delle politiche sociali dal 3 maggio 2013 al 22 febbraio 2014 nel governo Letta.

## Biografia
Nato il 23 novembre 1940 a Sermide, in provincia di Mantova, dopo aver vinto una borsa di studio per il Collegio Augustinianum dell'Università Cattolica del Sacro Cuore di Milano, nel 1963 si è laureato in Scienze politiche, ottenendo poi un dottorato di ricerca in Economia al Linacre College dell'Università di Oxford nel 1970.
Nel 1981 e 1982 è professore straordinario di Economia politica presso la Facoltà di Giurisprudenza dell'Università degli Studi di Ferrara. Dal 1982 è professore sempre di Economia politica presso la Facoltà di Economia e Commercio della Cattolica di Milano.
Dal 1995 al 2000 è stato presidente dell'Agenzia per la rappresentanza negoziale delle pubbliche amministrazioni (ARAN), mentre dal 2001 al 2004 è stato commissario straordinario dell'Istituto per lo sviluppo della formazione professionale dei lavoratori (ISFOL).
È stato uno degli estensori del "Libro Bianco sul mercato del lavoro in Italia" presentato nel 2001, su cui si basa la legge Biagi approvata nel 2003.
Il 18 settembre 2018 muore, mentre si trovava in Corsica, all'età di 77 anni a causa di un infarto, venendo sepolto al Cimitero Maggiore di Milano in una tomba permanente.

## Attività politica
Durante la formazione del governo tecnico presieduto da Mario Monti, il suo nome é circolato come possibile Ministro del lavoro e delle politiche sociali.
In vista delle elezioni politiche del 2013, il 2 gennaio 2013 viene annunciata la sua candidatura tra le liste del Partito Democratico (PD) da parte del segretario Pier Luigi Bersani, che l'8 gennaio viene approvata dalla direzione nazionale del PD candidandolo alla Camera dei deputati come capolista nella circoscrizione Lombardia 2, dove risulta eletto deputato. Nella XVII legislatura della Repubblica è stato componente della Commissione speciale per l'esame degli atti del Governo, della 14ª Commissione Politiche dell'Unione Europea, sostituito da Massimiliano Manfredi, della 11ª Lavoro pubblico e privato, della 5ª Commissione Bilancio, tesoro e programmazione e delle commissioni parlamentari d'inchiesta sul livello di digitalizzazione delle pubbliche amministrazioni e sul sistema bancario e finanziario.
In seguito alla nascita del governo di larghe intese tra PD, Il Popolo della Libertà, Unione di Centro e Scelta Civica presieduto da Enrico Letta, il 2 maggio 2013 Dell'Aringa viene indicato dal Consiglio dei Ministri come sottosegretario di Stato al Ministero del lavoro e delle politiche sociali nel governo Letta ed entrando in carica dal 3 maggio affiancando il ministro Enrico Giovannini.